# 1993 no teatro

## Eventos
- 29 de Setembro - Carlos Avilez é nomeado director do Teatro Nacional D. Maria II.
- 29 de Dezembro - Estreia de "Maldita Cocaína", de Filipe La Féria, no Teatro Politeama, em Lisboa.

## Nascimentos
| Data         | Nome              | Profissão | Nacionalidade | Observações | Ref |
| ------------ | ----------------- | --------- | ------------- | ----------- | --- |
| 6 de janeiro | Witsarut Himmarat | ator      | Tailândia     |             |     |
| 17 de Março  | Sérgio Malheiros  | ator      | Brasil        |             |     |
| 26 de Abril  | Brunno Abrahão    | ator      | Brasil        |             |     |
| 10 de Maio   | Daniel Torres     | ator      | Brasil        |             |     |

## Mortes
| Data            | Nome                    | Profissão | Nacionalidade | Observações | Ref |
| --------------- | ----------------------- | --------- | ------------- | ----------- | --- |
| 15 de Fevereiro | Milton Moraes           | ator      | Brasil        | n. 1930     |     |
| 18 de Fevereiro | Josefina Silva          | actriz    | Portugal      | n. 1898     |     |
| 19 de Fevereiro | Carlos Augusto Strazzer | ator      | Brasil        | n 1946      |     |
| 25 de Fevereiro | Rogério Paulo           | actor     | Portugal      | n. 1927     |     |
| 7 de Abril      | Irene Isidro            | actriz    | Portugal      | n. 1907     |     |